# برونو فونتين
برونو فونتين (بالفرنسية: Bruno Fontaine) (و. 1957 – م) هو عازف بيانو، وموزع، وملحن من فرنسا. ولد في إبينال. 

## وصلات خارجية
- برونو فونتين على موقع IMDb (الإنجليزية)
- برونو فونتين على موقع ألو سيني (الفرنسية)
- برونو فونتين على موقع ميوزك برينز (الإنجليزية)
- برونو فونتين على موقع أول موفي (الإنجليزية)
- برونو فونتين على موقع أول ميوزيك (الإنجليزية)
- برونو فونتين على موقع ديسكوغز (الإنجليزية)
- برونو فونتين على موقع قاعدة بيانات الفيلم (الإنجليزية)
- برونو فونتين على موقع كينوبويسك (الروسية)